# Gilbert Murray
George Gilbert Aimé Murray (Sydney, 2 gennaio 1866 – Oxford, 20 maggio 1957) è stato un grecista e traduttore australiano naturalizzato britannico.
Personalità di spicco dell'umanesimo secolare, fu presidente dell'Associazione umanistica britannica dal 1929 al 1930.

## Biografia
George Gilbert Aimé Murray nacque a Sydney, figlio di Sir Terence Aubrey Murray e Anges Ann Edwards. Dopo la morte di Sir Terence nel 1873 la moglie emigrò nel Regno Unito con il figlio nel 1877. Qui Murray studiò prima al Merchant Taylors' School e poi al St John's College dell'Università di Oxford. dal 1889 al 1899 fu professore di letteratura greca all'Università di Glasgow e dopo una pausa dell'insegnamento tra il 1899 e il 1905, Murray tornò a dedicarsi alla carriera accademica a Oxford nel 1905. Tra il 1925 e il 1926 insegnò letteratura greca ad  Harvard. Noto particolarmente per le sue traduzioni in versi, nel corso della sua vita Murray tradusse quasi ogni tragedia greca sopravvissuta dall'antichità. Le sue traduzioni di Medea, Le troiane, Elettra, Ifigenia in Tauride e Reso furono portate in scena al Royal Court Theatre di Londra.
Per tutta la vita fu un sostenitore del Partito Liberale e del movimento per la temperanza. Nel corso della prima guerra mondiale usò la propria influenza ad Oxford per promuovere l'obiezione di coscienza, anche se non fu mai un pacifista e successivamente appoggiò l'intervento britannico nella crisi di Suez. Interessato anche ai fenomeni paranormali, Murray condusse 236 sperimenti di telepatia tra il 1916 al 1924, il 36% dei quali diedero risultati (a detta sua) positivi. Fu presidente della Society for Psychical Research dal 1915 al 1916 e poi ancora nel 1952.
Murray fu sposato con Lady Mary Henrietta Howard, da cui ebbe cinque figli: Rosalind (1865-1956), Agnes Elizabeth (1894-1922), Basil (1903-1937), Stephen (1908-1994) e Denis.